# Porté-Puymorens (station)
Porté-Puymorens est une station de sports d'hiver française située dans le département des Pyrénées-Orientales, dans la région Occitanie. Elle comporte 35 pistes et est située immédiatement après le passage du col de Puymorens, à quelques kilomètres de la Principauté d'Andorre.

## Géographie
La station se trouve derrière la montagne dominant Porté-Puymorens.

## Histoire
La Station de Porté-Puymorens fut construite par Paul Boyé, ancien maire de la commune. En 1937, il était envisagé de construire une gare souterraine dans le tunnel ferroviaire de Puymorens sur la ligne de Portet-Saint-Simon à Puigcerda (frontière) afin de desservir la station de ski implantée au col du Puymorens. Cette gare aurait été reliée au col par un ascenseur ou un funiculaire. Ce projet n'a jamais vu le jour.

## Projets
Un projet de liaison entre la station française Porté-Puymorens et le domaine de Grand Valira a été élaboré dès les années 1990. Aux 110 pistes actuelles de Granvalira seraient venues s'ajouter celles de Porté-Puymorens, ainsi que les nouvelles pistes créées afin de réaliser la liaison; au total, environ 270 km de pistes. Ce projet, sujet à controverses notamment en raison du classement Natura 2000 de la zone concernée ,, a été abandonné en 2010. Le télésiège de l’Estany, construit pour l'occasion, a été démonté et mis en vente.